# Mycoplasma genitalium
Mycoplasma genitalium é uma pequena bactéria parasita que vive nas células epiteliais e ciliadas dos tratos genital e respiratório de primatas. É a menor bactéria de vida independente conhecida, e a segunda menor bactéria depois da recente descoberta do "Candidatus Carsonella ruddii". Até a descoberta da Nanoarchaeum em 2002, a M. genitalium foi também considerada o organismo com o menor genoma. A M genitalium está associada a infecções sexualmente transmissíveis.